# Die Perle
Die Perle (engl. The Pearl) ist eine auf einer mexikanischen Sage basierende Novelle des Schriftstellers John Steinbeck aus dem Jahr 1947.

## Inhalt
Nahe der Stadt La Paz am kalifornischen Golf lebt der arme indianische Fischer Keno (im engl. Originaltext Kino) mit seiner Frau Juana und ihrem Sohn Coyotito. Eines Morgens wird Coyotito von einem Skorpion gestochen. Als Keno einen weißen Arzt aufsucht, will dieser den Sohn des finanziell schlecht Dastehenden nicht behandeln. Am nächsten Tag fahren Keno und Juana aufs Meer hinaus und Keno findet eine große Auster, in der eine riesige, wunderschöne Perle ist. Die Nachricht über den Fund verbreitet sich und nun ist auch der Arzt bereit zu helfen, der nach dem Verkauf der Perle am nächsten Tag bezahlt werden soll. Keno möchte mit dem erhofften Geld seine Frau in einer Kirche heiraten, mit neuen Kleidern, vielleicht ein Gewehr kaufen und Coyotito soll zur Schule gehen können. In der Nacht versucht jemand erfolglos die Perle zu stehlen. Als Keno, seine Familie und einige Nachbarn zusammen in der Stadt versuchen, die Perle zu verkaufen, wird ihnen von den Perlenkäufern gesagt, die Perle sei zu groß oder „Narrengold“, eine Kuriosität und bieten ihm ein verhältnismäßig geringes Entgelt zwischen fünfhundert und fünfzehnhundert Pesos an.
Der wütende Keno geht wieder zurück und wird abends angegriffen, diesmal vor seiner Hütte. Während Juana ihn beschwört, die Perle wegzuwerfen, was er nicht will, macht sich auch Juan Tomas, Kenos Bruder, Sorgen. Kurz vorm Morgengrauen will Juana die Perle ins Meer werfen. Keno folgt ihr und hält sie auf, tötet aber einen herannahenden Dieb. Er findet sein Boot zerschlagen; schließlich brennt auch noch seine Hütte ab, woraufhin er und seine Familie bei Juan Tomas einen Tag lang Unterschlupf finden. Mehrere Leute suchen sie nun. In der nächsten Nacht brechen Keno und Juana, die Coyotito in einem Tuch auf dem Rücken trägt, gen Norden auf, um zu einer anderen großen Stadt zu gelangen und dort die Perle zu verkaufen. Sie gehen die ganze Nacht durch, machen dann in einer Höhle Halt und bemerken drei Fährtensucher, die sie offensichtlich verfolgen. Also gehen sie weiter in ein Gebirge und rasten abends auf einer Anhöhe. Schließlich tötet Keno die Verfolger, doch sein Sohn Coyotito wird dabei auch getötet. Abgekämpft kehren Keno und Juana, mit ihrem toten Sohn, an die Küste zurück. Keno wirft in weitem Bogen die Perle wieder ins Meer zurück.

## Verfilmung
Die Geschichte wurde 1947 unter dem Namen La perla von dem mexikanischen Regisseur Emilio Fernández mit Pedro Armendáriz und María Elena Marqués in den Hauptrollen verfilmt (dt. Titel: Mexikanische Romanze). Am Drehbuch waren außer Fernández noch Jack Wagner und Steinbeck selbst beteiligt.
La perla erhielt einige Auszeichnungen, wurde für einen Goldenen Löwen in Venedig nominiert (1947) und gewann einen Golden Globe (1949) sowie 1948 einen Premio Ariel für den Besten Film.
In der Bundesrepublik kam er 1950 unter dem Titel Mexikanische Romanze in die Kinos, in der DDR 1964 mit dem Titel Die Perle.